# Distrito electoral de Liberty (condado de Cass, Nebraska)
Liberty (en inglés: Liberty Precinct) es un distrito electoral ubicado en el condado de Cass en el estado estadounidense de Nebraska. En el Censo de 2010 tenía una población de 681 habitantes y una densidad poblacional de 7,71 personas por km².

## Geografía
Liberty se encuentra ubicado en las coordenadas 40°49′51″N 95°53′48″O / 40.83083, -95.89667. Según la Oficina del Censo de los Estados Unidos, Liberty tiene una superficie total de 88.36 km², de la cual 86.78 km² corresponden a tierra firme y (1.78%) 1.57 km² es agua.

## Demografía
Según el censo de 2010, había 681 personas residiendo en Liberty. La densidad de población era de 7,71 hab./km². De los 681 habitantes, Liberty estaba compuesto por el 97.5% blancos, el 0.15% eran afroamericanos, el 0.29% eran amerindios, el 0.29% eran asiáticos, el 0% eran isleños del Pacífico, el 0.44% eran de otras razas y el 1.32% pertenecían a dos o más razas. Del total de la población el 2.64% eran hispanos o latinos de cualquier raza.